# ピエール・ルグロ
ピエール・ルグロ（Pierre Le Gros、1666年4月12日 - 1719年5月3日）は、フランスの彫刻家である。同名の彫刻家の父親(Pierre Le Gros l'aîné: 1629-1714)と区別するために「若いほうのピエール・ルグロ(Pierre Le Gros le jeune)」とも呼ばれる。1690年からイタリアで活動した。

## 略歴
パリで生まれた。同名の父親は、王立絵画彫刻アカデミーの会員に選ばれた彫刻家であった。母親はピエール・ルグロが3歳の時亡くなったが、母方の叔父、ガスパール・マルシ(Gaspard Marsy: 1624/1625-1681)とバルタザール・マルシ(Balthazar Marsy: 1628-1674) も王室のために働いた彫刻家で、ルグロは少年のころ彼らの工房をしばしば訪れた。ルグロは父親から彫刻を学び、継母の親類の版画家のジャン・ル・ポートル(Jean Le Pautre:1618-1682)から版画も学んだ
。異母弟のジャン・ルグロ(Jean Le Gros: 1671-1745)は肖像画家になった。
1686年に彫刻部門のローマ賞を受賞し1690年にローマに移りその後はイタリアで働いた。1695年に、アンドレア・ポッツォ(1642-1709)が設計した、イエズス会のジェズ教会の聖イグナティウス礼拝堂の祭壇のための装飾彫刻を制作し、その後もイエズス会からの多くの仕事の注文を受けた。
1700年にアカデミア・ディ・サン・ルカの会員になり、教皇庁などからの仕事を依頼されるようになり、サン・ジョバンニ・イン・ラテラノ大聖堂の使徒の大きな彫像やサン・ジローラモ・デッラ・カリタ教会(Chiesa di San Girolamo della Carità)の仕事などをした。
1701年に、結婚するが、妻は1704年6月に幼い息子を残して亡くなった。その年の10月に在ローマ・フランス・アカデミーの校長、ルネ＝アントワーヌ・ウアスの娘、マリー＝シャーロット・ウアスと再婚した
。
1710年代になると仕事は順調ではなくなり、イエズス会との間でもめ事もあった。1714年に父親がパリで亡くなった後、彼自身も重病になり、1715年にパリに一旦帰国した。再びイタリアに戻るが、イタリアではカミーロ・ルスコーニ(Camillo Rusconi: 1658-1728) のような彫刻家が人気を集めていた。1716年に、アカデミア・ディ・サン・ルカの会員資格が変更されて退会しなければならなくなるなど、不遇な時期を過ごした後、1719年にローマで没した。

## 作品

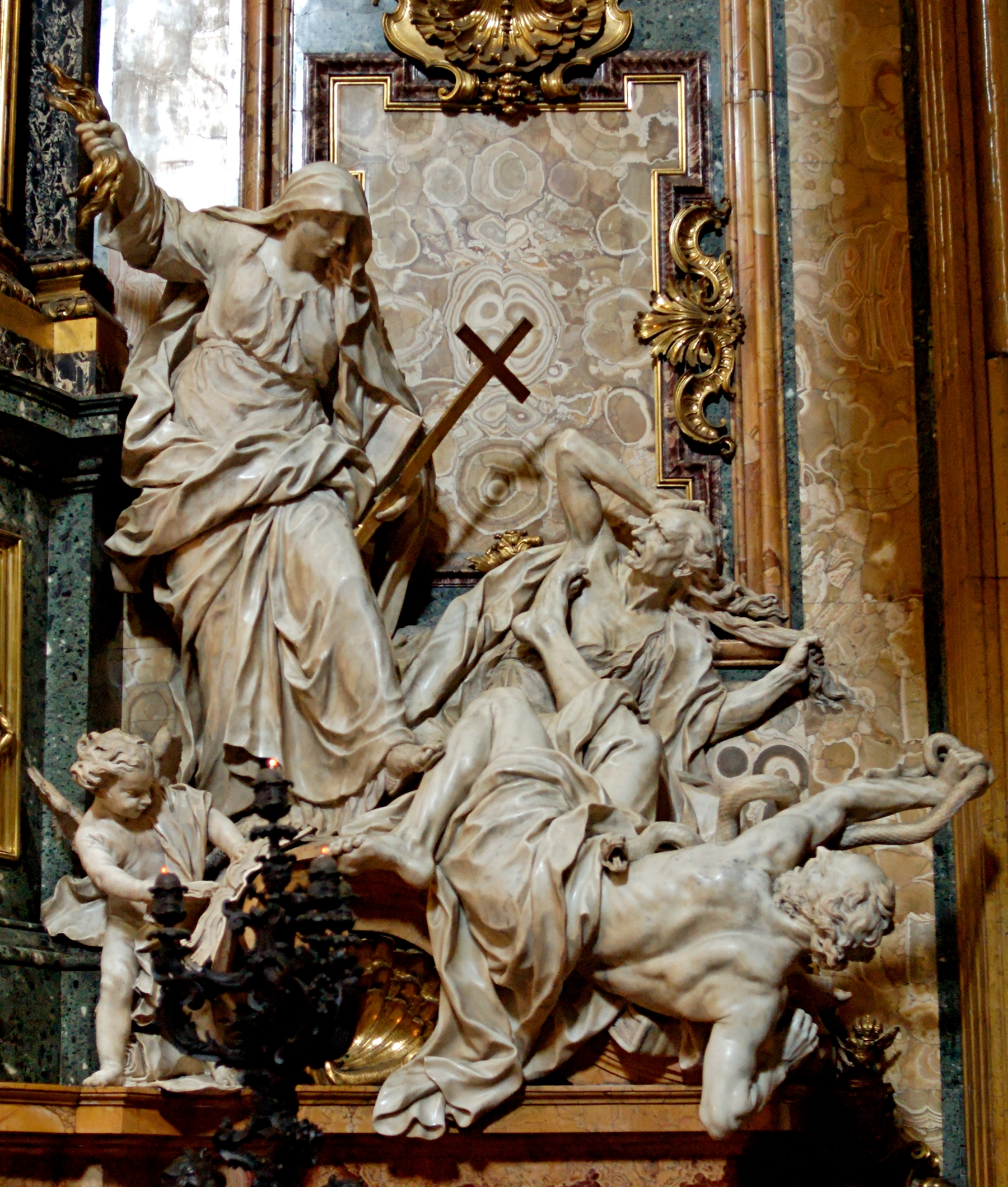
ジェズ教会の彫刻「Overthrowing Heresy and Hatred」
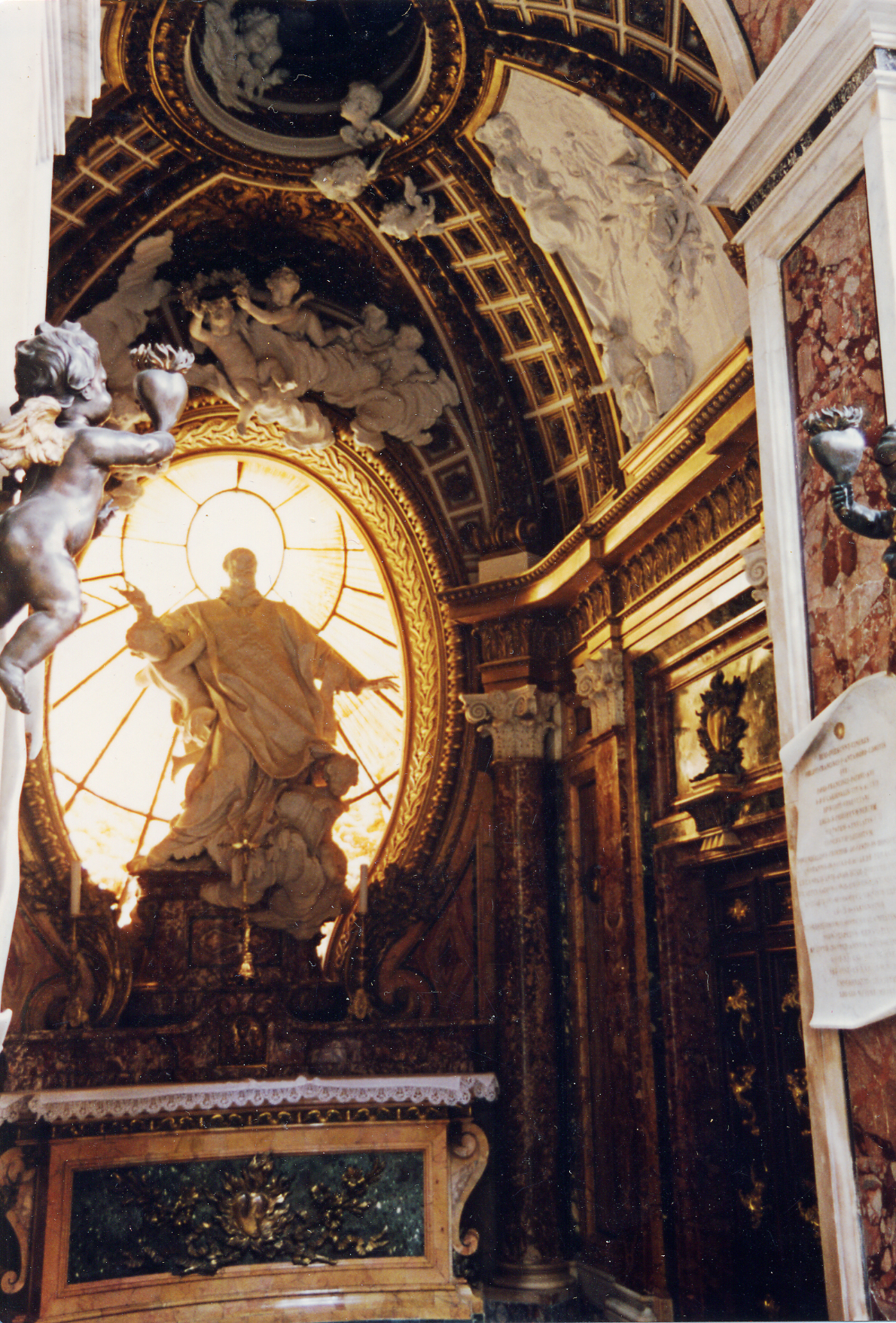
サン・ジローラモ・デッラ・カリタ教会のアンタモロ礼拝堂(Capella Antamoro)の彫刻
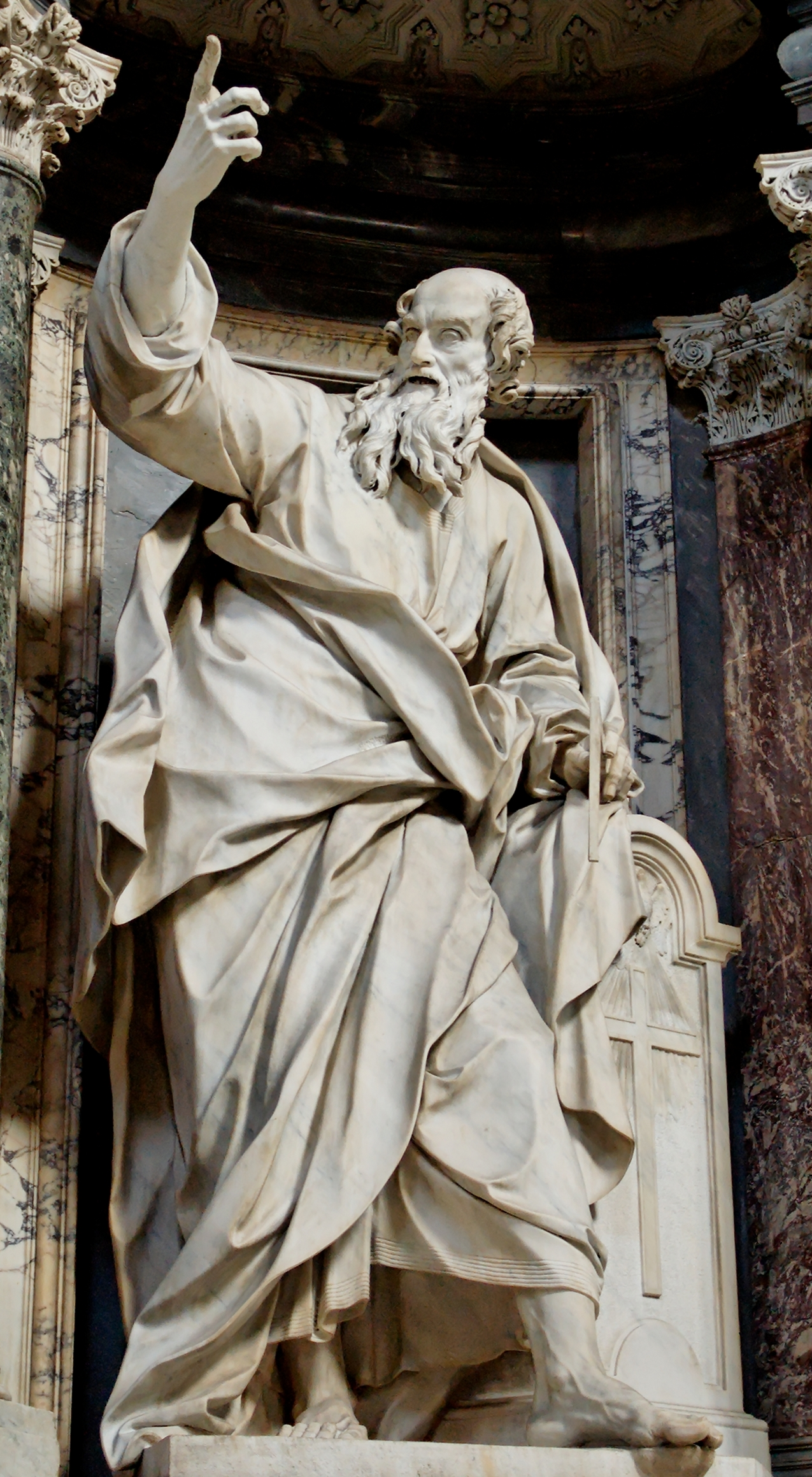
サン・ジョバンニ・イン・ラテラノ大聖堂の使徒トマス像
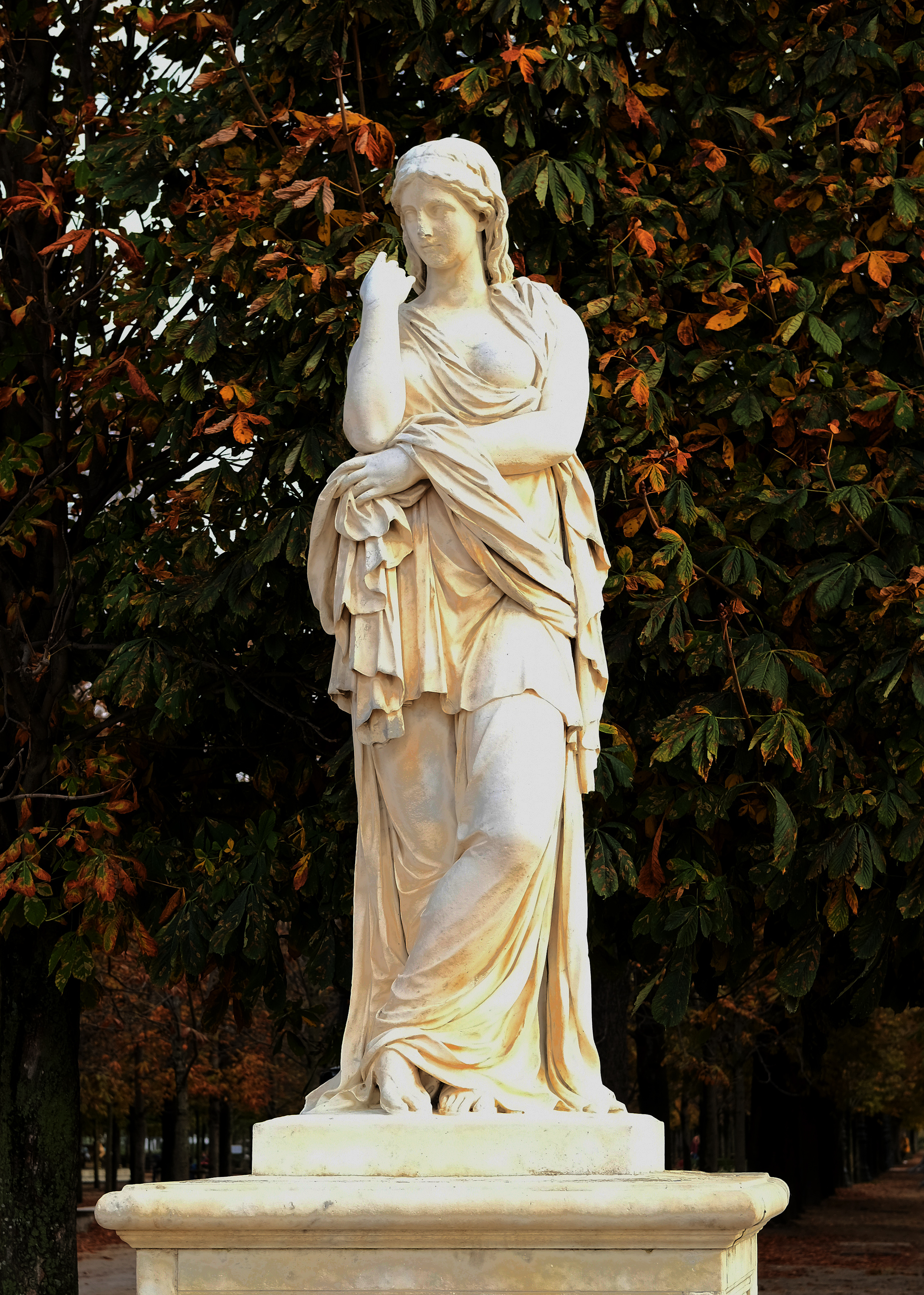
パリ、チュイルリー庭園のベトリア像